# ريان براون (رسام كارتون)
ريان براون (بالإنجليزية: Ryan Brown)‏ هو رسام كارتون أمريكي، ولد في 2 مايو 1962 في لودي في الولايات المتحدة.